# Postnord Vårgårda WestSweden TTT de 2019
A 12.ª edição da prova contrarrelógio por equipas Postnord Vårgårda WestSweden TTT  celebrou-se a 17 de agosto de 2019 sobre um percurso de 36 km com início e final na comuna de Vårgårda na Suécia.
A carreira fez parte do UCI WorldTour Feminino de 2019 como concorrência de categoria 1.wwT do calendário ciclístico de máximo nível mundial sendo a décimo sétima carreira de dito circuito e foi vencida pela equipa estadounidense Trek-Segafredo, conformado pelas ciclistas Audrey Cordon, Elisa Longo Borghini, Ellen van Dijk, Tayler Wiles, Ruth Winder e Trixi Worrack. O pódio completaram-no a equipa alemão Canyon SRAM Racing e a equipa neerlandês Sunweb.

## Equipas
Tomarão parte na carreira um total de 18 equipas, dos quais 16 são equipas de categoria UCI Team Feminino convidados pela organização e 2 selecções nacionais. As equipas participantes são:
| Equipes femininas profissionais (15)- Alé Cipollini - Boels Dolmans - BTC City Ljubljana - Canyon-SRAM Racing - CCC-Liv - FDJ-Nouvelle Aquitaine-Futuroscope - Mitchelton-Scott - Movistar Team - Parkhotel Valkenburg-Destil - Sunweb Women - Tibco-Silicon Valley Bank - Virtu Cycling Women - Valcar Cylance - Trek-Segafredo - WNT-Rotor Pro Cycling Equipes nacionais (2)- Noruega - Suécia |
| |

## Classificações finais
As classificações finalizaram da seguinte forma:

### Classificação geral
| \| Classificação geral \| Classificação geral \| Classificação geral \| Classificação geral \| Classificação geral \| Classificação geral \| \| Equipe \| Equipe \| Tempo \| Intervalo de tempo \| Rapidez \| \| \| ------------------- \| ---------------------------------- \| ------------------- \| ------------------- \| ------------------- \| ------------------- \| \| 1. \| Trek-Segafredo \| 43m53s \| 0s \| 48.675 km/h \| \| \| 2. \| Canyon-SRAM Racing \| 44m18s \| + 25s \| 48.217 km/h \| \| \| 3. \| Sunweb Women \| 44m39s \| + 46s \| 47.839 km/h \| \| \| 4. \| Boels Dolmans \| 45m10s \| + 1m17s \| 47.292 km/h \| \| \| 5. \| Virtu Cycling Women \| 45m41s \| + 1m48s \| 46.757 km/h \| \| \| 6. \| Mitchelton-Scott \| 45m43s \| + 1m50s \| 46.723 km/h \| \| \| 7. \| Valcar Cylance \| 46m28s \| + 2m35s \| 45.968 km/h \| \| \| 8. \| CCC-Liv \| 46m57s \| + 3m04s \| 45.495 km/h \| \| \| 9. \| Alé Cipollini \| 46m57s \| + 3m04s \| 45.495 km/h \| \| \| 10. \| Movistar Team \| 47m12s \| + 3m19s \| 45.254 km/h \| \| \| 11. \| FDJ-Nouvelle Aquitaine-Futuroscope \| 47m13s \| + 3m20s \| 45.238 km/h \| \| \| 12. \| BTC City Ljubljana \| 47m17s \| + 3m24s \| 45.174 km/h \| \| \| 13. \| Parkhotel Valkenburg-Destil \| 47m24s \| + 3m31s \| 45.063 km/h \| \| \| 14. \| Tibco-Silicon Valley Bank \| 51m20s \| + 7m27s \| 41.610 km/h \| \| |                                    |        |                    |             |
| |                                    |        |                    |             |
| Fonte: ProCyclingStats |                                    |        |                    |             |
| Classificação geral |                                    |        |                    |             |
| Equipe | Equipe                             | Tempo  | Intervalo de tempo | Rapidez     |
| 1. | Trek-Segafredo                     | 43m53s | 0s                 | 48.675 km/h |
| 2. | Canyon-SRAM Racing                 | 44m18s | + 25s              | 48.217 km/h |
| 3. | Sunweb Women                       | 44m39s | + 46s              | 47.839 km/h |
| 4. | Boels Dolmans                      | 45m10s | + 1m17s            | 47.292 km/h |
| 5. | Virtu Cycling Women                | 45m41s | + 1m48s            | 46.757 km/h |
| 6. | Mitchelton-Scott                   | 45m43s | + 1m50s            | 46.723 km/h |
| 7. | Valcar Cylance                     | 46m28s | + 2m35s            | 45.968 km/h |
| 8. | CCC-Liv                            | 46m57s | + 3m04s            | 45.495 km/h |
| 9. | Alé Cipollini                      | 46m57s | + 3m04s            | 45.495 km/h |
| 10. | Movistar Team                      | 47m12s | + 3m19s            | 45.254 km/h |
| 11. | FDJ-Nouvelle Aquitaine-Futuroscope | 47m13s | + 3m20s            | 45.238 km/h |
| 12. | BTC City Ljubljana                 | 47m17s | + 3m24s            | 45.174 km/h |
| 13. | Parkhotel Valkenburg-Destil        | 47m24s | + 3m31s            | 45.063 km/h |
| 14. | Tibco-Silicon Valley Bank          | 51m20s | + 7m27s            | 41.610 km/h |

## UCI WorldTour Feminino
A Postnord Vårgårda WestSweden TTT outorgou pontos para o UCI WorldTour Feminino de 2019 e o UCI World Ranking Feminino, incluindo a todas as corredoras das equipas nas categorias UCI Team Feminino. As seguintes tabelas mostram o barómetro de pontuação e as 11 corredoras que obtiveram mais pontos:
| Posição   | 1.ª | 2.ª | 3.ª | 4.ª | 5.ª | 6.ª | 7.ª | 8.ª | 9.ª | 10.ª | 11.ª | 12.ª | 13.ª | 14.ª | 15.ª | 16.ª-30.ª | 31.ª-40.ª |
| Pontuação | 200 | 150 | 125 | 100 | 85  | 70  | 60  | 50  | 40  | 35   | 30   | 25   | 20   | 15   | 10   | 5         | 3         |

| Classificação |                      |                    |        |
| Posição       | Ciclista             | Equipo             | Pontos |
| ------------- | -------------------- | ------------------ | ------ |
| 1.ª           | Ruth Winder          | Trek-Segafredo     | 33,33  |
| -             | Elisa Longo Borghini | Trek-Segafredo     | 33,33  |
| -             | Ellen van Dijk       | Trek-Segafredo     | 33,33  |
| -             | Trixi Worrack        | Trek-Segafredo     | 33,33  |
| -             | Tayler Wiles         | Trek-Segafredo     | 33,33  |
| -             | Audrey Cordon        | Trek-Segafredo     | 33,33  |
| 2.ª           | Lisa Klein           | Canyon SRAM Racing | 30     |
| -             | Alice Barnes         | Canyon SRAM Racing | 30     |
| -             | Alena Amialiusik     | Canyon SRAM Racing | 30     |
| -             | Hannah Barnes        | Canyon SRAM Racing | 30     |
| -             | Elena Cecchini       | Canyon SRAM Racing | 30     |